# Lynyrd Skynyrd
Lynyrd Skynyrd (произносится «Ле́нэрд Ски́нэрд») — американская рок-группа, наиболее известный представитель и популяризатор южного рока 1970-х годов. Группа сформировалась в 1964 году в Джэксонвилле, штат Флорида, и первое время называлась «My Backyard». Позже коллектив последовательно менял название сначала на The Noble Five, а затем на One Percent, и лишь в 1969 году музыканты остановились на Lynyrd Skynyrd. Это было прозвище учителя физкультуры средней школы, в которой они учились, по имени Леонард Скиннер, ненавидевшего их длинные волосы.
Мировую известность группа получила за свои концертные выступления и песни «Sweet Home Alabama» и «Free Bird», являющиеся визитной карточкой группы. В 1977 году, на пике славы, три участника группы погибли в авиакатастрофе, послужившей причиной распада группы.
В 1987 году оставшиеся члены группы воссоединились для продолжения концертной деятельности. На место вокалиста пришел Джонни Ван Зант, младший брат основателя группы Ронни Ван Занта.

## История

### Начало карьеры (1964—1973)
Долгое время коллектив существовал как обычная клубная команда, играя под названиями The Noble Five, My Backyard и One Percent. В 1971—1972 годах менеджер Алан Уолден устроил для музыкантов сессии на Muscle Shoals Sound Studios Шеффилд, штат Алабама. Но растянувшийся на 2 года альбом по разным причинам тогда не вышел (на виниле уже только в 1978 году как сборник Skynyrd’s First And… Last, а в 1998-м и в расширенной CD-версии), и Skynyrd вернулись в бары играть популярный на юге США блюз-н-буги.
В 1973 году они встретились с продюсером и музыкантом Элом Купером (Al Kooper), и тогда они записали свой материал по-новому и выпустили первый официальный альбом под заголовком (Pronounced 'Lĕh-'nérd 'Skin-'nérd) (Произносится: Ле-нерд Скин-нерд!) — так музыканты «прославили» реального человека, своего учителя физкультуры Леонарда Скиннера, что досаждал им в школе из-за длинных причёсок. Здесь, в составе фактического секстета (на фото на обложке их семеро, но штатный басист Леон Уилксон (Leon Wilkeson) ушёл прямо с начала сессий — его партии исполнил один из гитаристов, известный сейшнмен Эд Кинг (Ed King), хотя затем, по настойчивому приглашению Ван Занта, он вернулся в группу) отметились три соло-гитариста, чьё созвучие позднее и станет визитной карточкой концертов семёрки. Введение в структуру композиций третьей гитары сделало общее звучание альбома резко атакующим, в стиле The Allman Brothers Band, творчество которых Lynyrd Skynyrd взяли за модель.

### Слава (1974—1977)
Всемирная известность пришла к группе после второго альбома Second Helping, а точнее, с песней из него «Sweet Home Alabama».
Альбом Nuthin' Fancy 1975 года разочаровал поклонников группы, поэтому продюсером следующего альбома Gimme Back My Bullets стал Том Дауд.
Группа заработала скандальную репутацию. Ронни Ван Занта за время гастролей неоднократно арестовывали за пьяные скандалы; из-за проблем с алкоголем в автомобильные аварии разной степени тяжести попадали Россингтон, Пауэлл, Пайл (аварии с Россингтоном посвящён текст песни «That Smell»). Выступления неоднократно отменялись, отчасти и из-за того, что Ван Зант пел, не пользуясь диафрагмой, и часто терял голос. В пьяном состоянии Ван Зант периодически дрался с участниками группы; по воспоминаниям Россингтона, после рождения дочери Ронни стал особенно неуправляем, и как минимум с Гэри у него было 6 «действительно серьёзных» потасовок, а однажды он едва не выбросил техника группы из летящего самолёта. Из-за конфликта с Ронни из группы ушёл Эд Кинг; на замену ему взяли Стива Гейнса (брата бэк-вокалистки группы), виртуозно обращавшегося со слайдом. Гейнс дебютировал на концертном альбоме One More From the Road 1976 года. Одним из лучших выступлений группы на тот момент считается выступление в качестве группы разогрева на «прощальном» концерте The Rolling Stones.
После конфликта с продюсером Томом Даудом в работе над альбомом Street Survivors («Выжившие с улицы») было решено перезаписать практически готовую пластинку. Стив Гейнс внёс ощутимый вклад в Street Survivors, выступив вокалистом и автором половины композиций.
20 октября 1977 года, через 3 дня после выхода альбома Street Survivors (на обложке первого тиража альбома музыканты стоят на фоне языков пламени), нанятый на время американского турне самолёт разбился во время перелёта команды из Южной Каролины в Луизиану. В результате погибли трое из тогдашних уже десяти участников группы (кроме музыкантов, в состав было ещё включено трио бэк-вокалисток), включая отца-основателя и главного идейного вдохновителя Ронни Ван Занта, их неизменного помощника тур-менеджера и обоих пилотов. Уцелевшие в катастрофе музыканты из-за травм не смогли продолжить полноценную деятельность, и было принято решение о роспуске.

### Воссоединение (1987 — настоящее время)
Через 10 лет, в 1987 году члены группы собрались вместе под названием Lynyrd Skynyrd Tribute Band и устроили турне Lynyrd Skynyrd Tribute Tour, которое в конечном итоге вылилось в реинкарнацию группы (теперь её возглавил младший брат Ронни Ван Занта — вокалист Джонни Ван Зант). В 1990 году умер Аллен Коллинз (Allen Collins) из оригинальной гитарной «троицы» (ещё в 1986 он попал в аварию и не мог больше играть, но стал музыкальным директором возрождённой группы), в 2001 — басист Леон Уилксон, и в конце 2008 года в составе Skynyrd оставались только два человека от оригинального состава: клавишник Билли Пауэлл (Billy Powell) и гитарист Гэри Россингтон (Gary Rossington).
В 2003 году группа выступила перед войсками НАТО в Германии, поддержав войну в Ираке.
13 марта 2006 года Skynyrd были торжественно введены в знаменитый Зал славы рок-н-ролла (Кливленд, США).
В 2009 году группа понесла ещё две потери:
- 28 января во Флориде на 57-м году жизни в своём доме в городе Орандж Парк от сердечного приступа скончался клавишник Билли Пауэлл (накануне он пропустил назначенное врачом обследование сердца);
- 6 мая в городе Колумбус (штат Миссисипи) также в своём доме на 49-м году жизни после долгой борьбы с агрессивной формой рака скончался бас-гитарист Иэн Ивэнс (Ean Evans). Последнее выступление Иэна в составе группы было на концерте в его поддержку — 19 апреля 2009 на фестивале в Миссисипи (Mississippi Kid Festival).

25 января 2018 года Lynyrd Skynyrd объявила о старте прощального тура под названием «Last of the Street Survivors Farewell Tour», проходившего с 4 мая 2018 года по 24 октября 2020 года.
5 марта 2023 года в возрасте 71 года скончался последний участник оригинального состава — Гэри Россингтон. Причины смерти не были разглашены, однако ранее были сообщения, что гитарист имел проблемы с сердцем. В частности, в 2003 году Россингтон перенес операцию на сердце, а в 2015 году он перенес сердечный приступ. Все первоначальные участники уже умерли.

## Музыкальный стиль
В музыке группа придерживается стиля, получившего название южный рок, являющегося смесью рок-н-ролла, блюза, буги-вуги и кантри. Импровизации, характерная часть этих стилей, составляют наиболее привлекательную часть их концертных выступлений. Песня «Free Bird», написанная в память гитариста Дуэйна Олмэна (из The Allman Brothers Band) — одна из самых известных баллад группы. Другая песня — «Sweet Home Alabama» («Милый Дом Алабама») — была написана в шутку, в качестве ответа на композиции «Southern Man» и «Alabama» Нила Янга, а также как мнение об Уотергейтском скандале и критика в адрес тогдашнего губернатора Алабамы, Джорджа Уоллеса.

## Состав
Текущий состав
- Рики Мэдлок[англ.] — вокал, ударные, мандолина (1971—1972), гитара, бэк-вокал (1996 — настоящее время)
- Джонни Ван Зант — вокал (1987 — настоящее время)
- Майкл Картелон[англ.] — ударные (1999 — настоящее время)
- Марк Матейка[англ.] — гитара, бэк-вокал (2006 — настоящее время)
- Питер Кейс[англ.] — клавишные (2009 — настоящее время)
- Джонни Кольт[англ.] — бас-гитара (2012 — настоящее время)

Сессионные участники
- Дэйл Кранц-Россингтон — бэк-вокал (1987 — настоящее время)
- Кэрол Чейз — бэк-вокал (1996 — настоящее время)

Бывшие участники
- Ронни Ван Зант — вокал (1964—1977, до своей смерти)
- Гэри Россингтон[англ.] — гитара (1964—1977, 1979, 1987—2023, до своей смерти)
- Аллен Коллинз[англ.] — гитара (1964—1977, 1979, умер в 1990)
- Боб Бёрнс — ударные (1964—1974, умер в 2015)
- Лари Дженстрем[англ.] — бас-гитара (1964—1970, умер в 2019)
- Грег Т. Уолкер[англ.] — бас-гитара (1971—1972)
- Леон Уилксон[англ.] — бас-гитара (1971—1977, 1987—2001, до своей смерти)
- Билли Поуэлл[англ.] — клавишные (1972—1977, 1979, 1987—2009, умер в 2014)
- Эд Кинг — гитара, бас-гитара (1972—1975, 1987—1996, умер в 2018)
- Артимус Пайл — ударные (1974—1977, 1979, 1987—1991)
- Стив Гейнс[англ.] — гитара, вокал (1976—1977, до своей смерти)

## Дискография

### Студийные альбомы
| Дата релиза      | Название                            | Позиция в Billboard | RIAA cert.              | Лейбл      |
| ---------------- | ----------------------------------- | ------------------- | ----------------------- | ---------- |
| 13 августа, 1973 | (Pronounced 'Lĕh-'nérd 'Skin-'nérd) | 27                  | дважды платиновый (США) | MCA        |
| 15 апреля 1974   | Second Helping                      | 12                  | дважды платиновый (США) | MCA        |
| 24 марта 1975    | Nuthin' Fancy                       | 9                   | платиновый (США)        | MCA        |
| 2 февраля 1976   | Gimme Back My Bullets               | 20                  | золото (США)            | MCA        |
| 17 октября 1977  | Street Survivors                    | 5                   | дважды платиновый (США) | MCA        |
| 11 июня 1991     | Lynyrd Skynyrd                      | 64                  | —                       | Atlantic   |
| 16 февраля 1993  | The Last Rebel                      | 64                  | —                       | Atlantic   |
| 9 августа 1994   | Endangered Species                  | —                   | —                       | Capricorn  |
| 29 апреля 1997   | Twenty                              | 97                  | —                       | CMC        |
| 10 августа 1999  | Edge of Forever                     | 96                  | —                       | CMC        |
| 12 сентября 2000 | Christmas Time Again                | 38                  | —                       | Sanctuary  |
| 20 мая 2003      | Vicious Cycle                       | 30                  | —                       | Sanctuary  |
| 29 сентября 2009 | God & Guns                          | 18                  | —                       | Roadrunner |
| 21 августа 2012  | Last of a Dyin' Breed               | 14                  | —                       | Roadrunner |